# Diomeda (figlia di Xuto)
Diomeda (in greco antico: Διομήδη?, Diomḕdē) è un personaggio della mitologia greca, figlia di Xuto e probabilmente di Creusa.

## Mitologia
Sposò Deioneo re della Focide ed ebbe da lui i figli Asterodia, Eneto, Attore, Filaco e Cefalo quest'ultimo sposo di Procri figlia di Eretteo.